# Crepidium latilabre
Crepidium latilabre är en orkidéart som först beskrevs av Rudolf Schlechter, och fick sitt nu gällande namn av Mark Alwin Clements och David Lloyd Jones. Crepidium latilabre ingår i släktet Crepidium, och familjen orkidéer. Inga underarter finns listade i Catalogue of Life.